# Frédéric Roman
Frédéric Roman est un géologue français né le 27 février 1871 en Suisse aux Eaux Vives et mort le 21 octobre 1943 à Lyon.

## Biographie
Il est licencié en sciences naturelles en juillet 1892 et devient préparateur adjoint dans l'équipe de Charles Depéret en novembre 1893. Il obtient ensuite son titre de docteur en sciences naturelles en juillet 1897 avec une thèse ayant pour titre Recherches stratigraphiques et paléontologiques sur le Bas-Languedoc. Malgré ce diplôme, il reste préparateur jusqu’à la Première Guerre mondiale. Il est également chargé de cours complémentaire dès 1905. De 1905 à 1927, il enseigne aussi la géologie à l’École centrale de Lyon, mais aussi en 1928, les productions minières auprès de la chambre de Commerce pour l’école de préparation coloniale.
Il devient chef de travaux en 1921 et en novembre 1926, on crée pour lui une maîtrise de conférences à la faculté en raison de sa grande notoriété scientifique. En effet, il reçut au cours de sa carrière de nombreux prix scientifiques, dont déjà à cette époque : le prix Falcouz de l’université de Lyon en 1898, le prix Viquesnel de la Société géologique en 1912, le prix Delesse en 1919 et le prix Fontannes en 1924 de l’Académie des Sciences. Sans chaire professorale depuis 1927, il succède à son maître Charles Depéret en 1929.

### Apports à la géologie et paléontologie
Géologue de terrain, il travaillera principalement sur la stratigraphie et la cartographie aussi bien dans le Languedoc que la région lyonnaise, mais aussi dans le Gard et l'Ardèche. Toujours dans ce domaine, il sera collaborateur du service de la Carte géologique de France où il participera au levé de nombreuses cartes à 1/80 000. Également paléontologue, c'est un spécialiste des faunes de mollusques mais aussi de mammifères. On lui doit la description de nombreuses espèces inédites, comme Eggysodon mais il sera surtout prolifique dans la sous-classe des ammonites avec près de 130 nouvelles espèces ou variétés décrites. En 1938, il publiera d'ailleurs un ouvrage important à ce sujet, intitulé, Les ammonites Jurassiques et Crétacées – Essai de genera.
Le 6 juin 1939, il est élu à l'Académie des sciences, belles-lettres et arts de Lyon.
En 1921, il crée, dirige et finance en partie l'édition Travaux du laboratoire de Géologie de la faculté des Sciences de Lyon dont il publie 40 volumes. À sa mort en 1943, il fait un legs à l'université pour continuer les publications.

### Famille
Il est le fils d'Ernest Roman, peintre français. En 1898, il épouse Hélène de Riaz. De leur union naissent 4 enfants : Émile, en 1899, sera professeur à la faculté de médecine de Lyon, également père de Jean, chercheur CNRS en paléontologie auprès du Muséum national ; Jacques en 1901 ; Élisabeth en 1905 et Pierrette en 1908.

## Publications
- Recherches stratigraphiques et paléontologiques sur le Bas-Languedoc (thèse), Lyon, Masson et Cie, 1897, 366 p.
- Monographie de la faune lacustre de l'Eocène moyen, JB Baillière et fils, 1899
- Avec Léonce Joleaud, Le Cadurcotherium de l'Isle-sur-Sorgues et Révision du genre Cadurcotherium, coll. « Archives du Muséum d'histoire naturelle de Lyon » (no 10), 1909
- Les rhinocéridés de l'Oligocène d'Europe, coll. « Archives du Muséum d'histoire naturelle de Lyon » (no 11), 1912
- Géologie lyonnaise, Paris, PUF, 1926, 356 p.
- Les ammonites jurassiques et crétacées-essai de genera, Paris, Masson, 1938, 554 p.

## Hommages
Une rue porte son nom à Saint-Didier-au-Mont-d'Or.